# Letterio Catapano
Letterio Catapano (Messina, 24 ottobre 1902 – Taranto, 18 febbraio 1979) è stato un calciatore italiano, di ruolo centrocampista.

## Carriera
Dopo gli esordi nella Società Sportiva Pro Italia con cui disputò quattro campionati di Prima Divisione Pugliese dal 1922 al 1926, passò al Napoli con cui disputò tre stagioni nella Divisione Nazionale (le prime in assoluto della squadra partenopea) giocando in totale trenta gare; fu tra i giocatori presenti nella prima partita disputata dall'appena costituita squadra, la sconfitta casalinga del 3 ottobre 1926 contro l'Inter per 3-0, disputando tutte le partite della stagione.
Nella stagione 1927-1928 fu in campo nella prima vittoria della squadra nella massima divisione del campionato, il successo casalingo contro la Reggiana per 4-0 del 25 settembre 1927; la sua ultima stagione in Campania lo vide disputare la sola gara del 25 novembre 1928, una sconfitta in trasferta nel capoluogo ligure contro il Genoa per 2-1.
Terminata l'esperienza napoletana, nel 1929-1930 giocò con la Paganese che raggiunse il primo posto nel girone A meridionale della Seconda Divisione davanti alla Reggina, alla quale però cedette negli spareggi per le finali interregionali.
In quella stessa stagione i campani affrontarono in amichevole squadre dell'allora campionato di Serie A quali la Biellese (contro cui ottennero una vittoria) e l'Ambrosiana, che avrebbe poi vinto il campionato di massima categoria, con la quale pareggiarono.
Sul finire della carriera giocò per la Catanzarese dal 1930 al 1932 ed infine con l'Ascoli.